# Vasubandhu
Vasubandhu (Sanskrit: वसुबन्धु; Vajli: dbyig gnyen) (fl. 4. do 5. veka) bio je uticajni budistički monah i učenjak iz Gandare. On je bio filozof koji je pisao komentare o Abidarmi, sa perspektive sarvastivadske i sautrantske škole. Nakon preobraćenja u mahajanski budizam, zajedno sa svojim polubratom Asangom, bio je i jedan od glavnih osnivača jogakarske škole .
Vasubandhuova Abidarmakosakarika („Komentar riznice Abidarme”) široko se koristi u tibetanskom i istočnoazijskom budizmu, kao glavni izvor filozofije Abaharme koja nije mahajanska. Njegovi filozofski stihovi postavljaju standard za indijsku jogakarsku metafiziku „prividnog izgleda” (vijñapti-mātra), koja je opisana kao oblik „epistemološkog idealizma”, fenomenologije i koja je bliska transcendentalnom idealizmu Imanuela Kanta. Pored toga, napisao je nekoliko komentara, dela o logici, argumentacija i radove pobožne poezije.

## Život i radovi
Rođen u Purusapuri (u današnjem Pakistanu), Vasubandhu je polubrat Asange, još jedne ključne osobe u osnivanju filozofije Jogakare. Ime Vasubandhu znači „srodnik obilja”. On i Asanga su članovi „Šest ornamenata” ili šest velikih komentatora Budinog učenja. On je bio savremenik Čandragupte I, oca Samudragupte. Ova informacija ga vremenski postavlja Vasubandha u 4. vek. Paramarta (499-569) preveo je najstariju biografiju Vasubandha na kineski jezik.
Vasubandhu je u početku studirao u budističkoj Sarvastivadskoj školi (takođe poznatoj kao Vajbhasika, koja je podržavala Mahavibhasa tekst), školi koja je bila dominantna u Gandari, a kasnije je prešao u Kašmir da bi učio kod čelnika tamošnje ortodoksne grane Sarvastivada. Nakon povratka kući, predavao je o Abidarmi i komponovao Abidarmakosakariku (stihove o riznici Abidarme), stihovne destilacije učenja Sarvastivada Abidarme, što je bila analiza svih faktora iskustva u vidu njegovih sastavnih darmi (fenomenski događaji). Međutim, Vasubandhu je takođe počeo da dovodi u pitanje Sarvastivadnu ortodoksiju, i studirao je kod učitelja Sautantrika, Manorata. Zbog toga je potom objavio autokomentar sopstvenih stihova, kritikujući sistem Sarvastivada sa stanovišta Sautrantika (takođe nazvanog Darstantika).
Za njega se smatra da je kasnije prešao u mahajanska verovanja pod uticajem svog brata Asandža, nakon čega je sastavio niz obimnih rasprava, posebno o doktrinama jogakare i mahajanskim sutrama. Najuticajniji u istočnoazijskoj budističkoj tradiciji bili su Vimśatikāvijñaptimātratāsiddhi, „Dvadeset stihova samo o svesti”, sa komentarima (Vimsatikavrti), Trimsika-vijnaptimatrata, „Trideset stihova samo o svesti” i „Izlaganje tri prirode” (Trisvabhāvanirdeśa). Vasubandhu je takođe napisao tekstove o budističkoj hermeneutici, Pravilnom načinu izlaganja (Vyākhyāyukti). Vasubandhu je tako postao glavni mahajanski majstor, učenjak i debater, slavno nadmašivši filozofe Samkja u debati pred guptanskim kraljem Vikramaditjom (različito identifikovanim kao Čandragupta II ili Skandagupta) u Ajodji, za koga se kaže da ga je nagradio sa 300.000 zlatnika. Vasubandhu je koristio novac koji je zaradio od kraljevskog pokroviteljstva i debatnih pobeda za izgradnju budističkih manastira i bolnica.
Prema tradicionalnim izveštajima, Vasubandhu je umro dok je bio u poseti Nepalu u 100. godini.

### Ostala pripisana dela
Vasubandhu je bio plodan autor budističkih rasprava. Druga dela koja se pripisuju Vasubandhuu uključuju:
- Pañcaskandhaprakaraṇa (Objašnjenje Pet gomila)
- Karmasiddhiprakarana („Traktat o Karmi”)
- Vyākhyāyukti („Odgovarajući način izlaganja”)
- Vādavidhi („Pravila debate”)
- Catuhśataka-śāstra
- Mahāyāna śatadharmā-prakāśamukha śāstra
- Amitayus sutropadeśa („Uputstsva o Amitaba sutri”)
- Diskurs o Čistoj zemlji[14]
- Vijnaptimatrata Sastra („Traktat samoj svesti”)
- Mahāyānasaṃgrahabhāṣya (Komentar na Sažetak Velikog vozila iz Asanga)
- Dharmadharmatāvibhāgavṛtti (Komentar o razlikovanju elemenata od stvarnosti)
- Madhyāntavibhāgabhāṣya (Komentar o razlikovanju sredine od ekstrema)
- Mahāyānasūtrālaṃkārabhāṣya (Komentar ornamenta velikih rasprava o vozilima)
- Madhiantavibhagabhasia (Komentar o razlikovanju sredine od ekstrema)
- Mahaianasutralamkarabhasia (Komentar ornamenta velikih rasprava o vozilima)

- Dasabhūmikabhāsya (Komentar o Deset stupnjeva Sutri)
- Komentar o Aksayamatinirdesa-sutra
- Komentar o Diamond Sutra
- Komentar o Lotus Sutra[15][16]
- Paramārthasaptati, kritika Samkje

### Dve Vasubandhusove teorije
Erih Frauvalner, budistolog iz sredine 20. veka, pokušao je da razlikuje dva Vasubandhua, jednog Yogakarina, a drugog Sautrantika, ali je ovo gledište uglavnom izgubilo popularnost, delom na osnovu anonimnog Abidarma-dipe, kritike Abidarmakosakarika koji jasno identifikuje Vasubandhua kao jedinog autora obe grupe spisa. Prema Den Lusthausu, „Budući da je napredak i razvoj njegove misli... tako upadljivo očigledan u ovim radovima, a sličnost rečnika i stila argumentacije tako očigledna u tekstovima, teorija o dva Vasubandhua nema mnogo vrednosti.“ Naučni konsenzus o ovom pitanju generalno se udaljio od Frauvalnerove pozicije „dva autora“.

## Radovi
- Abhidharma Kosha Bhashyam 4 vols, Vasubandhu, translated into English by Leo Pruden (based on Louis de La Vallée-Poussin’s French translation), Asian Humanities Press, Berkeley, 1988-90.
- L’Abhidharmakosa de Vasubandhu, traduit et annoté par Louis de La Vallée-Poussin, Paul Geuthner, Paris, 1923-1931 vol.1 vol.2 vol.3 vol.4 vol.5 vol.6 Internet Archive (PDF)
- Stefan Anacker, Seven Works of Vasubandhu Motilal Banarsidass, Delhi, 1984, 1998
- Ernst Steinkellner and Xuezhu Li (eds), Vasubandhu's Pañcaskandhaka (Wien, Verlag der Österreichischen Akademie der Wissenschaften, 2008) (Sanskrit Texts from the Tibetan Autonomous Region, 4).
- Dharmamitra, trans.; Vasubandhu's Treatise on the Bodhisattva Vow, Kalavinka Press 2009,  978-1-935413-09-7

## Literatura
- David J. Kalupahana, The Principles of Buddhist Psychology, State University of New York Press, Albany, 1987, pp 173–192.
- Francis H. Cook, Three Texts on Consciousness Only, Numata Center for Buddhist Translation and Research, Berkeley, 1999, pp 371–383 ("Thirty Verses on Consciousness Only") and pp 385–408 ("Twenty Verses on Consciousness Only")
- Erich Frauwallner, The Philosophy of Buddhism, Motilal Banarsidass, Delhi, 2010 [1956].
- Li Rongxi, Albert A. Dalia (2002). The Lives of Great Monks and Nuns, Berkeley CA: Numata Center for Translation and Research
- Thich Nhat Hanh Transformation at the Base (subtitle) Fifty Verses on the Nature of Consciousness, Parallax Press, Berkeley, 2001; inspired in part by Vasubandhu and his Twenty Verses and Thirty Verses texts
- Kochumuttom, Thomas (1982). A Buddhist Doctrine of Experience: A New Translation and Interpretation of the Works of Vasubandhu the Yogacarin. Delhi: Motilal Banarsidass

## Spoljašnje veze
- Gold, Jonathan C. „Vasubandhu”.  Ур.: Zalta, Edward N. Stanford Encyclopedia of Philosophy.